# Quantität (Verslehre)
Die Quantität bezeichnet in der Verslehre bei Dichtungsformen, die dem quantitierenden Versprinzip folgen, die Unterscheidung zwischen langen Silben (auch Längen) und kurzen Silben (auch Kürzen) in der metrischen Gestalt des Gedichts.
Die lateinische und die altgriechische Metrik unterteilt lange Silben weiter in naturlang und positionslang.
Silben heißen naturlang (griechisch συλλαβή φύσει μακρά syllabē physei makrā'; lateinisch syllaba natura longa), wenn der Silbenkern entweder ein Diphthong oder ein Langvokal ist. Naturlange Silben behandelt die Prosodik als zweimorig. Kürzen gelten dagegen als einmorig, das heißt, dass zwei aufeinanderfolgende kurze Silben (Doppelkürze) gleich lang wie eine lange Silbe sind.
Positionslänge (griechisch συλλαβή θέσει μακρά syllabē thesei makrā; lateinisch syllaba positione longa) einer Silbe liegt vor, wenn ein Kurzvokal den Silbenkern bildet und diesem mindestens zwei Konsonanten folgen. Auch diese werden prosodisch als zweimorig angesehen, solange einem Verschlusslaut (Muta) kein Fließlaut (Liquida) folgt. Letztere gelten gewöhnlich als kurz, werden jedoch gelegentlich auch an der Stelle einer langen Silbe eingesetzt.
Der deutsche Ausdruck „Positionslänge“ leitet sich vom Lateinischen her und bezeichnet eine Silbe, die nicht „natürlicherweise“, sondern durch „Setzung“ (d. h. durch Konvention, lateinisch „positione“, griechisch „θέσει“) als lang angesehen wird. „Position“ bezieht sich also, etymologisch gesehen, nicht auf die Stellung des Vokals vor zwei Konsonanten.
Als Beispiel eine kurze Erläuterung zu den Stammvokalen der folgenden beiden lateinischen Wörter:
- contentum „zufrieden“ („ten“ ist lang, da auf den Vokal 2 Konsonanten folgen, die nicht Muta plus Liquida sind, sondern Nasal „n“ plus Muta „t“); die Stammsilbe ist positionslang;
- émigro „ich wandere aus“ („mig“ ist kurz, da eine Muta, nämlich „g“, und eine Liquida, „r“,  auf den Vokal folgen.); die Stammsilbe ist nicht positionslang.[1]

Eine Silbe, die je nach Kontext lang oder kurz sein kann, wird als syllaba anceps (lateinisch anceps „zweideutig“, „unentschieden“; deutsch auch anzeps) bezeichnet.
Zu unterscheiden ist in der antiken Metrik die hier beschriebene Länge und Kürze als Eigenschaft einer (konkreten) Silbe von den Längen und Kürzen, die als Verselemente im metrischen Schema von Versfuß und Versmaß erscheinen.
So kann ein langes Verselement (im Schema als — notiert) etwa im Versfuß Spondäus (——) im konkreten Vers durch zwei kurze Silben realisiert sein.
In der Nachbildung antiker Formen in modernen Sprachen, insbesondere im Deutschen, entspricht jedoch dem elementum longum bzw. dem elementum breve stets genau eine Silbe.